# Andrés Corsini
Andrés Corsini (Florencia, 30 de noviembre de 1302-Fiesole, 6 de febrero de 1373), también llamado en español Andrés Corsino, fue un carmelita italiano y obispo de Fiesole.

## Biografía
Andrés nació en Florencia el 30 de noviembre de 1302, como miembro de la ilustre y poderosa familia Corsini. Sus padres, Nicolás Corsini y Gema degli Stracciabende, pertenecían a una de las familias más aristocráticas de la ciudad. En su juventud, fue un chico disoluto y pendenciero. Según cuenta la tradición, antes de nacer, su madre dijo que había visto en sueños a su hijo en figura como un lobo que luego se transformó en cordero. Esas palabras transformaron su conducta.  
Después de la ordenación sacerdotal fue enviado a las universidades de París y Aviñón e ingresó en la Orden de los Carmelitas. Cuando llegó a Florencia, la ciudad estaba invadida por la epidemia de peste descrita por Boccaccio. Fue elegido superior provincial de la Orden en 1348, y dos años después, fue elegido obispo de Fiesole, pues el anterior había muerto de peste. Trató de rechazar el cargo, porque se consideraba indigno de él y por eso se escondió en un yermo lejano de Enna, donde fue descubierto por un niño.
Como obispo, supo mantener entre los religiosos el espíritu de disciplina, el culto de la pobreza y de la oración y se cuidó particularmente de la formación de los jóvenes según el espíritu y la tradición de la Orden y el celo apostólico. En su palacio, escogió para dormir una celda reservada con un lecho de sarmientos en la que pasaba largas horas de la noche en oración. 
En el aspecto diplomático, el Papa Urbano V le confió con frecuencia importantes misiones para solucionar conflictos, juzgar y apaciguar querellas. De su obra como pacificador se beneficiaron no sólo los combativos toscanos, sino también la ciudad de Bolonia, a donde el Papa lo envió a poner paz y donde lo acabaron encarcelando. 
Murió el 6 de enero de 1373 y fue enterrado en la iglesia del Carmen de Florencia. Urbano VIII lo canonizó en 1629.